# Olympische Geschichte Libyens
| Gelbes Symbol für Goldmedaillen mit stilisierten Olympischen Ringen | Graues Symbol für Silbermedaillen mit stilisierten Olympischen Ringen | Braundes Symbol für Bronzemedaillen mit stilisierten Olympischen Ringen |
| ------------------------------------------------------------------- | --------------------------------------------------------------------- | ----------------------------------------------------------------------- |
| —                                                                   | —                                                                     | —                                                                       |

Libyen, dessen NOK, die al-Ladschna al-ulimbiyya al-libiyya, 1962 gegründet und 1963 vom IOC anerkannt wurde, nimmt seit 1968 an Olympischen Sommerspielen teil. 1972 wurden keine Athleten entsandt. 1976 schloss sich Libyen dem Boykott afrikanischer Staaten an. 1984 wurden die Spiele von Los Angeles boykottiert. An Winterspielen nahmen bislang keine Sportler des Landes teil. Bislang konnte keine Medaille gewonnen werden.

## Übersicht
1964 in Tokio wurde erstmals die libysche Flagge bei der Eröffnungsfeier gezeigt. Nach der Feier wurde der einzige Athlet des Landes, ein Marathonläufer, vom Wettbewerb zurückgezogen. Erst zu den nächsten Sommerspielen, 1968 in Mexiko-Stadt, nahmen Sportler des Landes erstmals an olympischen Wettkämpfen teil. Erster Olympionike war der Hürdensprinter Mohamed Asswai Khalifa. 
Zu den Spielen von München 1972 wurde keine Mannschaft entsandt. Libyen folgte dem Boykottaufruf afrikanischer Länder für die Spiele von Montreal 1976. Die bislang größte Mannschaft Libyens nahm 1980 in Moskau teil. Unter den 32 Teilnehmern waren erstmals Radsportler, Schwimmer, Gewichtheber und eine Volleyballmannschaft. Die Schwimmerin Nadia Fezzani wurde am 20. Juli 1980 die erste Olympionikin Libyens.
Libyen folgte dem Boykottaufruf der Sowjetunion und blieb den Spielen von Los Angeles 1984 fern. 1988 in Seoul kamen wieder libysche Sportler zum Einsatz. 1992 in Barcelona nahmen erstmals Judoka und Tischtennisspieler des Landes teil, 2000 in Sydney ein Taekwondoin, 2016 in Rio de Janeiro ein Ruderer und ein Bogenschütze. Bei den Sommerspielen 2024 in Paris nahm mit Mohammed Bin Dallah erstmals ein Sportschütze aus Libyen an Olympischen Spielen teil.

## Übersicht der Teilnehmer

### Sommerspiele
| Jahr      | Athleten                                    | Athleten                                    | Athleten                                    | Sportarten                                  | Sportarten                                  | Sportarten                                  | Sportarten                                  | Sportarten                                  | Sportarten                                  | Sportarten                                  | Sportarten                                  | Sportarten                                  | Sportarten                                  | Sportarten                                  | Medaillen                                   | Medaillen                                   | Medaillen                                   | Medaillen                                   | Rang                                        |
| Jahr      | Gesamt                                      |                                             |                                             |                                             |                                             |                                             |                                             |                                             |                                             |                                             |                                             |                                             |                                             |                                             |                                             |                                             |                                             | Medaillen – Gesamt                          | Rang                                        |
| --------- | ------------------------------------------- | ------------------------------------------- | ------------------------------------------- | ------------------------------------------- | ------------------------------------------- | ------------------------------------------- | ------------------------------------------- | ------------------------------------------- | ------------------------------------------- | ------------------------------------------- | ------------------------------------------- | ------------------------------------------- | ------------------------------------------- | ------------------------------------------- | ------------------------------------------- | ------------------------------------------- | ------------------------------------------- | ------------------------------------------- | ------------------------------------------- |
| 1896–1960 | nicht teilgenommen                          | nicht teilgenommen                          | nicht teilgenommen                          | nicht teilgenommen                          | nicht teilgenommen                          | nicht teilgenommen                          | nicht teilgenommen                          | nicht teilgenommen                          | nicht teilgenommen                          | nicht teilgenommen                          | nicht teilgenommen                          | nicht teilgenommen                          | nicht teilgenommen                          | nicht teilgenommen                          | nicht teilgenommen                          | nicht teilgenommen                          | nicht teilgenommen                          | nicht teilgenommen                          | nicht teilgenommen                          |
| 1964      | Abzug der Athleten nach der Eröffnungsfeier | Abzug der Athleten nach der Eröffnungsfeier | Abzug der Athleten nach der Eröffnungsfeier | Abzug der Athleten nach der Eröffnungsfeier | Abzug der Athleten nach der Eröffnungsfeier | Abzug der Athleten nach der Eröffnungsfeier | Abzug der Athleten nach der Eröffnungsfeier | Abzug der Athleten nach der Eröffnungsfeier | Abzug der Athleten nach der Eröffnungsfeier | Abzug der Athleten nach der Eröffnungsfeier | Abzug der Athleten nach der Eröffnungsfeier | Abzug der Athleten nach der Eröffnungsfeier | Abzug der Athleten nach der Eröffnungsfeier | Abzug der Athleten nach der Eröffnungsfeier | Abzug der Athleten nach der Eröffnungsfeier | Abzug der Athleten nach der Eröffnungsfeier | Abzug der Athleten nach der Eröffnungsfeier | Abzug der Athleten nach der Eröffnungsfeier | Abzug der Athleten nach der Eröffnungsfeier |
| 1968      | 1                                           | 1                                           | 0                                           |                                             |                                             |                                             | 1                                           |                                             |                                             |                                             |                                             |                                             |                                             |                                             |                                             |                                             |                                             |                                             |                                             |
| 1972–1976 | nicht teilgenommen                          | nicht teilgenommen                          | nicht teilgenommen                          | nicht teilgenommen                          | nicht teilgenommen                          | nicht teilgenommen                          | nicht teilgenommen                          | nicht teilgenommen                          | nicht teilgenommen                          | nicht teilgenommen                          | nicht teilgenommen                          | nicht teilgenommen                          | nicht teilgenommen                          | nicht teilgenommen                          | nicht teilgenommen                          | nicht teilgenommen                          | nicht teilgenommen                          | nicht teilgenommen                          | nicht teilgenommen                          |
| 1980      | 32                                          | 30                                          | 2                                           |                                             | 2                                           |                                             | 7                                           | 7                                           |                                             |                                             | 4                                           |                                             |                                             | 12                                          |                                             |                                             |                                             |                                             |                                             |
| 1984      | nicht teilgenommen                          | nicht teilgenommen                          | nicht teilgenommen                          | nicht teilgenommen                          | nicht teilgenommen                          | nicht teilgenommen                          | nicht teilgenommen                          | nicht teilgenommen                          | nicht teilgenommen                          | nicht teilgenommen                          | nicht teilgenommen                          | nicht teilgenommen                          | nicht teilgenommen                          | nicht teilgenommen                          | nicht teilgenommen                          | nicht teilgenommen                          | nicht teilgenommen                          | nicht teilgenommen                          | nicht teilgenommen                          |
| 1988      | 6                                           | 6                                           | 0                                           |                                             | 2                                           |                                             | 2                                           | 2                                           |                                             |                                             |                                             |                                             |                                             |                                             |                                             |                                             |                                             |                                             |                                             |
| 1992      | 5                                           | 5                                           | 0                                           |                                             | 1                                           | 2                                           | 1                                           |                                             |                                             |                                             |                                             |                                             | 1                                           |                                             |                                             |                                             |                                             |                                             |                                             |
| 1996      | 5                                           | 5                                           | 0                                           |                                             |                                             |                                             | 4                                           | 1                                           |                                             |                                             |                                             |                                             |                                             |                                             |                                             |                                             |                                             |                                             |                                             |
| 2000      | 3                                           | 3                                           | 0                                           |                                             |                                             | 1                                           | 1                                           |                                             |                                             |                                             |                                             | 1                                           |                                             |                                             |                                             |                                             |                                             |                                             |                                             |
| 2004      | 8                                           | 6                                           | 2                                           |                                             | 2                                           | 1                                           | 2                                           |                                             |                                             |                                             | 2                                           | 1                                           |                                             |                                             |                                             |                                             |                                             |                                             |                                             |
| 2008      | 6                                           | 4                                           | 2                                           |                                             |                                             | 1                                           | 2                                           | 1                                           |                                             |                                             | 2                                           |                                             |                                             |                                             |                                             |                                             |                                             |                                             |                                             |
| 2012      | 4                                           | 3                                           | 1                                           |                                             |                                             | 1                                           | 2                                           |                                             |                                             |                                             | 1                                           |                                             |                                             |                                             |                                             |                                             |                                             |                                             |                                             |
| 2016      | 7                                           | 6                                           | 1                                           | 1                                           |                                             | 1                                           | 1                                           |                                             | 1                                           |                                             | 2                                           | 1                                           |                                             |                                             |                                             |                                             |                                             |                                             |                                             |
| 2020      | 4                                           | 3                                           | 1                                           |                                             |                                             | 1                                           | 1                                           |                                             | 1                                           |                                             | 1                                           |                                             |                                             |                                             |                                             |                                             |                                             |                                             |                                             |
| 2024      | 6                                           | 5                                           | 1                                           | 1                                           | 1                                           |                                             |                                             |                                             | 1                                           |                                             | 2                                           |                                             |                                             |                                             |                                             |                                             |                                             |                                             |                                             |
| Gesamt    | Gesamt                                      | Gesamt                                      | Gesamt                                      | Gesamt                                      | Gesamt                                      | Gesamt                                      | Gesamt                                      | Gesamt                                      | Gesamt                                      | Gesamt                                      | Gesamt                                      | Gesamt                                      | Gesamt                                      | Gesamt                                      | 0                                           | 0                                           | 0                                           | 0                                           |                                             |

### Winterspiele
| Jahr      | Athleten           | Athleten           | Athleten           | Sportarten         | Medaillen          | Medaillen          | Medaillen          | Medaillen          | Rang               |
| Jahr      | Gesamt             |                    |                    | Sportarten         |                    |                    |                    | Medaillen – Gesamt | Rang               |
| --------- | ------------------ | ------------------ | ------------------ | ------------------ | ------------------ | ------------------ | ------------------ | ------------------ | ------------------ |
| 1924–2022 | nicht teilgenommen | nicht teilgenommen | nicht teilgenommen | nicht teilgenommen | nicht teilgenommen | nicht teilgenommen | nicht teilgenommen | nicht teilgenommen | nicht teilgenommen |
| Gesamt    | Gesamt             | Gesamt             | Gesamt             | Gesamt             | 0                  | 0                  | 0                  | 0                  |                    |

## Medaillengewinner

### Goldmedaillen
Bislang (Stand August 2024) keine Medaillengewinner

### Silbermedaillen
Bislang (Stand August 2024) keine Medaillengewinner

### Bronzemedaillen
Bislang (Stand August 2024) keine Medaillengewinner